# Pećki okrug
Pećki okrug (albanski: Qarku i Pejës, srpski: Пећки округ) je okrug na Kosovu. Sjedište je u gradu Peći.

## Podjela
Okrug se djeli na tri općine:
- Peć
- Istok
- Klina